# Pałac w Czempiniu
Pałac w Czempiniu – zabytkowy pałac w miejscowości Czempiń.

## Opis
Piętrowy pałac wybudowany w 1739 z wykorzystaniem murów z XVII w., w stylu barokowym na planie prostokąta, kryty blaszanym dachem czterospadowym. Od frontu dwupiętrowy ryzalit z pilastrami zwieńczony półkolistym frontonem  (circulaire). We frontonie kartusz z herbem Łodzia Ludwika Szołdrskiego z inicjałami wokół LZS (imię, nazwisko)  WI (wojewoda inowrocławski) GW (generał wielkopolski). W medalionie nad wejściem głównym sentencja w j. łac. Deo authori vitæ patriæ quæ est vita vitæ famæ quæ est vita postivam 1739. W elewacji ogrodowej (z balkonem) herb Marianny Szołdrskiej (zm. 1754, z domu Unruh) z inicjałami wokół MZS (imię nazwisko), IW (inowrocławska wojewodzina), GW (generałowa wielkopolska); żony Ludwika Szołdrskiego.
Pałac jest częścią zespół pałacowy Borówko, przebudowanego w XVIII-XIX w., w skład którego wchodzą jeszcze park i ogrodzenie.

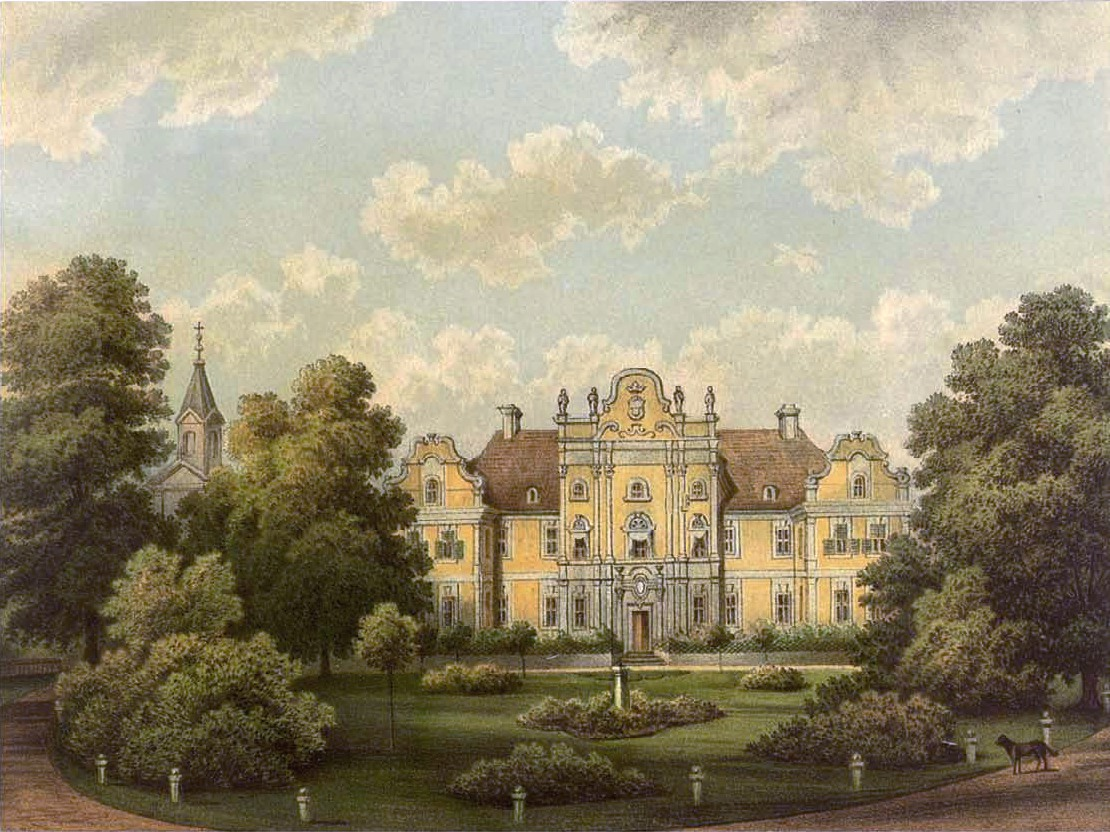
Pałac wg Dunckera
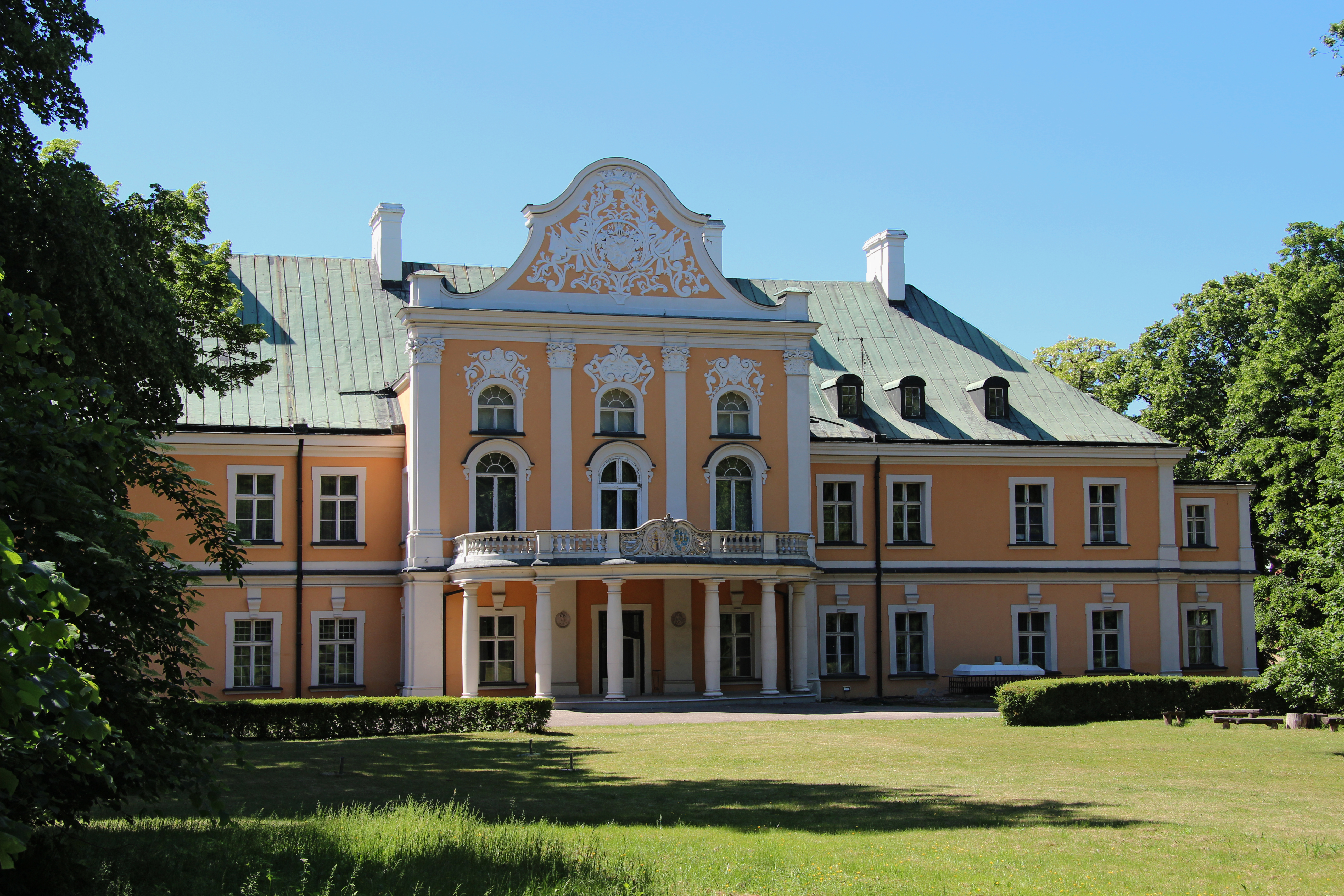
Elewacja ogrodowa
Łodzia – herb Ludwika Szołdrskiego
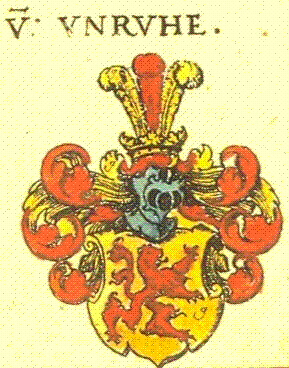
Herb M. Szołdrskiej z domu Unruh